# Thymelaea coridifolia subsp. dendrobryum
Thymelaea coridifolia subsp. dendrobryum é uma subespécie de planta com flor pertencente à família Thymelaeaceae. 
A autoridade científica da subespécie é (Rothm.) M. Laínz, tendo sido publicada em Mis Contrib. Conocim. Fl. Asturias 47. 1982.

## Portugal
Trata-se de uma subespécie presente no território português, nomeadamente em Portugal Continental.
Em termos de naturalidade é endémica da Península Ibérica.

## Protecção
Não se encontra protegida por legislação portuguesa ou da Comunidade Europeia.